# Thomond Park
Thomond Park (in irlandese Páirc Thuamhan) è un impianto sportivo multifunzione di Limerick, in Repubblica d'Irlanda.
Iniziato nel 1934 e ultimato nel 1940, è da allora la casa della provincia rugbistica del Munster e dei club di Shannon e UL Bohemian.
Soprannominato Fortress Thomond (Fortezza Thomond), è un impianto in cui il Munster vanta una striscia-record di 12 anni senza sconfitte in Coppa d'Europa per club tra il 1995 e il 2007; nel 1978, inoltre, la squadra batté 12-0 la Nuova Zelanda nel corso del tour europeo di fine anno degli All Blacks.
A seguito di una ristrutturazione intrapresa tra il 2007 e il 2009, in cui parte dello stadio fu demolita e ricostruita, la capienza da allora è di 26500 spettatori.

## Storia
L'impianto fu iniziato nel 1934 e già in quell'anno vi si disputarono i primi incontri; nel 1938 fu aggiunta un'altra tribuna e nel 1940 fu completato e operativo.
Tra le prime persone famose a giocare nell'impianto figura l'attore Richard Harris che all'epoca, giocatore del Crescent College, disputò a Thomond Park la finale della Munster School Senior Cup, rimediando anche un infortunio che lo costrinse a uscire in barella per diversi minuti.
A Thomond Park è legata una delle imprese più rilevanti del rugby irlandese: il 31 ottobre 1978, nel corso del tour di fine anno nelle Isole britanniche in cui la Nuova Zelanda conquistò il suo primo Grande Slam, Munster inflisse agli All Blacks l'unica sconfitta di quella spedizione, un 12-0 che rappresentò anche la prima vittoria di sempre di una rappresentativa (di club o internazionale) irlandese contro i neozelandesi.
Lo stadio fu una delle sedi scelte per ospitare la Coppa del Mondo di rugby 1999: nella fase a gironi di tale competizione accolse l'incontro tra Australia e Stati Uniti, vinto 55-19 dagli Wallabies.
Quando nel 1995 fu istituita la Heineken Cup, la coppa d'Europa per club, Munster fu tra i primi partecipanti e Thomond Park fu lo stadio degli incontri interni.
Per 11 stagioni consecutive Munster fu imbattuto in casa in tale competizione; la prima sconfitta giunse nel gennaio 2007, ultimo turno della fase a gironi di Heineken Cup 2006-07, quando l'inglese Leicester vinse 13-6.
Nel 2007 lo stadio affrontò una radicale ristrutturazione, la demolizione delle due gradinate sui lati lunghi del campo e la ricostruzione completa di due nuove tribune gemelle al loro posto; i lavori, della durata di circa 14 mesi, durante i quali la squadra poté continuare a disputare a Thomond Park i propri incontri di Heineken Cup riservando quelli di Celtic League a Musgrave Park a Cork, costarono circa 45 milioni di euro, 4 dei quali messi a disposizione da un'elargizione liberale di J.P. McManus, finanziere irlandese da tempo residente in Svizzera.
Al termine dei lavori la capienza dell'impianto fu di circa 26500 posti, dei quali circa 10500 in piedi.
A seguito della ristrutturazione di Market Fields, altro impianto cittadino, la squadra di calcio del Limerick fu ospitata dal 2013 al 2015 a Thomond Park.
Lo stadio aveva accolto in passato altri incontri di calcio, sia di club (tra i più rilevanti, il citato Limerick contro il Torino in Coppa delle Coppe 1971-72) che internazionali (due incontri dell'Irlanda nel 2009 durante la costruzione dell'Aviva Stadium a Dublino).
Altro appuntamento ufficiale internazionale ospitato da Thomond Park fu la Coppa del Mondo di rugby a 13 2013, che a tale impianto affidò l'incontro della squadra di casa contro l'Australia.

## Incontri internazionali di rilievo

### Calcio
| Arbitro: | Alfonso Pérez Burrull |

|  |           |                              |
|  | Marcatori | 35’, 43’ Cahill 90+2’ Carney |

| Arbitro: | Craig Gordon |

|              |           |  |
| Lawrence 36’ | Marcatori |  |

### Rugby a 13
| Arbitro: | Phil Bentham |

|                                                            |    |  |
| Cronk (2) Hayne (2) Bird Cherry-Evans Fifita Morris Slater | mt |  |
| C. Parker (4) C. Smith (3)                                 | tr |  |

### Rugby a 15
| Arbitro: | André Watson |

|                                                                                        |      |                       |
| Larkham 4’ Staniforth 17’, 42’ Foley 40’ Burke 46’ Strauss 67’ Latham 74’ Whitaker 80’ | mt   | 38’ J. Grobler        |
| M.C. Burke 4’, 17’, 42’, 67’, 74’ 80’ Roff                                             | tr   | 38’ Dalzell           |
| M.C. Burke 13’                                                                         | c.p. | 50’, 57’, 66’ Dalzell |
|                                                                                        | drop | 13’ Niu               |

| Arbitro: | Huw David |

|  |      |                                      |
|  | mt   | Day Stevens Turner Alphonsi Waterman |
|  | tr   | McLean (2)                           |
|  | c.p. | McLean                               |